# Mazoires
Mazoires est une commune française, située dans le département du Puy-de-Dôme en région Auvergne-Rhône-Alpes.

## Géographie
Mazoires se situe au cœur du massif du Cézallier et du parc naturel régional des volcans d'Auvergne.

### Lieux-dits et écarts
- Aubignat
- Badel
- Badenclos
- Boisseuges
- Chalagnat
- Chalassogne
- Chastrix
- Crouzaillat
- Cuzol
- Flay
- Granges
- la Rochette
- le Coq
- le Fayet
- les Baraques
- les Angles
- Moulin de Bourette
- Saulzet
- Strougoux
- Vèze/Le Vèze

| Roche-Charles-la-Mayrand |                 | La Chapelle-Marcousse |
| Saint-Alyre-ès-Montagne  | Mazoires        | Rentières Ardes       |
|                          | Anzat-le-Luguet | Apchat                |

### Climat
Pour des articles plus généraux, voir Climat d'Auvergne-Rhône-Alpes et Climat du Puy-de-Dôme.
En 2010, le climat de la commune est de type climat de montagne, selon une étude du Centre national de la recherche scientifique s'appuyant sur une série de données couvrant la période 1971-2000. En 2020, Météo-France publie une typologie des climats de la France métropolitaine dans laquelle la commune est exposée à un climat de montagne ou de marges de montagne et est dans la région climatique  Nord-est du Massif Central, caractérisée par une pluviométrie annuelle de 800 à 1 200 mm, bien répartie dans l’année. 
Pour la période 1971-2000, la température annuelle moyenne est de 8,7 °C, avec une amplitude thermique annuelle de 14,6 °C. Le cumul annuel moyen de précipitations est de 1 125 mm, avec 10,5 jours de précipitations en janvier et 7,8 jours en juillet. Pour la période 1991-2020, la température moyenne annuelle observée sur la station météorologique de Météo-France la plus proche, « Anzat-le-Luguet_sapc », sur la commune d'Anzat-le-Luguet à 7 km à vol d'oiseau, est de 7,5 °C et le cumul annuel moyen de précipitations est de 1 207,2 mm,. Pour l'avenir, les paramètres climatiques de la commune estimés pour 2050 selon différents scénarios d'émission de gaz à effet de serre sont consultables sur un site dédié publié par Météo-France en novembre 2022.

## Urbanisme

### Typologie
Au 1er janvier 2024, Mazoires est catégorisée commune rurale à habitat très dispersé, selon la nouvelle grille communale de densité à sept niveaux définie par l'Insee en 2022.
Elle est située hors unité urbaine et hors attraction des villes,.

### Occupation des sols
L'occupation des sols de la commune, telle qu'elle ressort de la base de données européenne d’occupation biophysique des sols Corine Land Cover (CLC), est marquée par l'importance des forêts et milieux semi-naturels (91,8 % en 2018), en augmentation par rapport à 1990 (84,3 %). La répartition détaillée en 2018 est la suivante : 
milieux à végétation arbustive et/ou herbacée (55,8 %), forêts (35,4 %), zones agricoles hétérogènes (6,9 %), prairies (1,2 %), espaces ouverts, sans ou avec peu de végétation (0,6 %). L'évolution de l’occupation des sols de la commune et de ses infrastructures peut être observée sur les différentes représentations cartographiques du territoire : la carte de Cassini (XVIIIe siècle), la carte d'état-major (1820-1866) et les cartes ou photos aériennes de l'IGN pour la période actuelle (1950 à aujourd'hui).

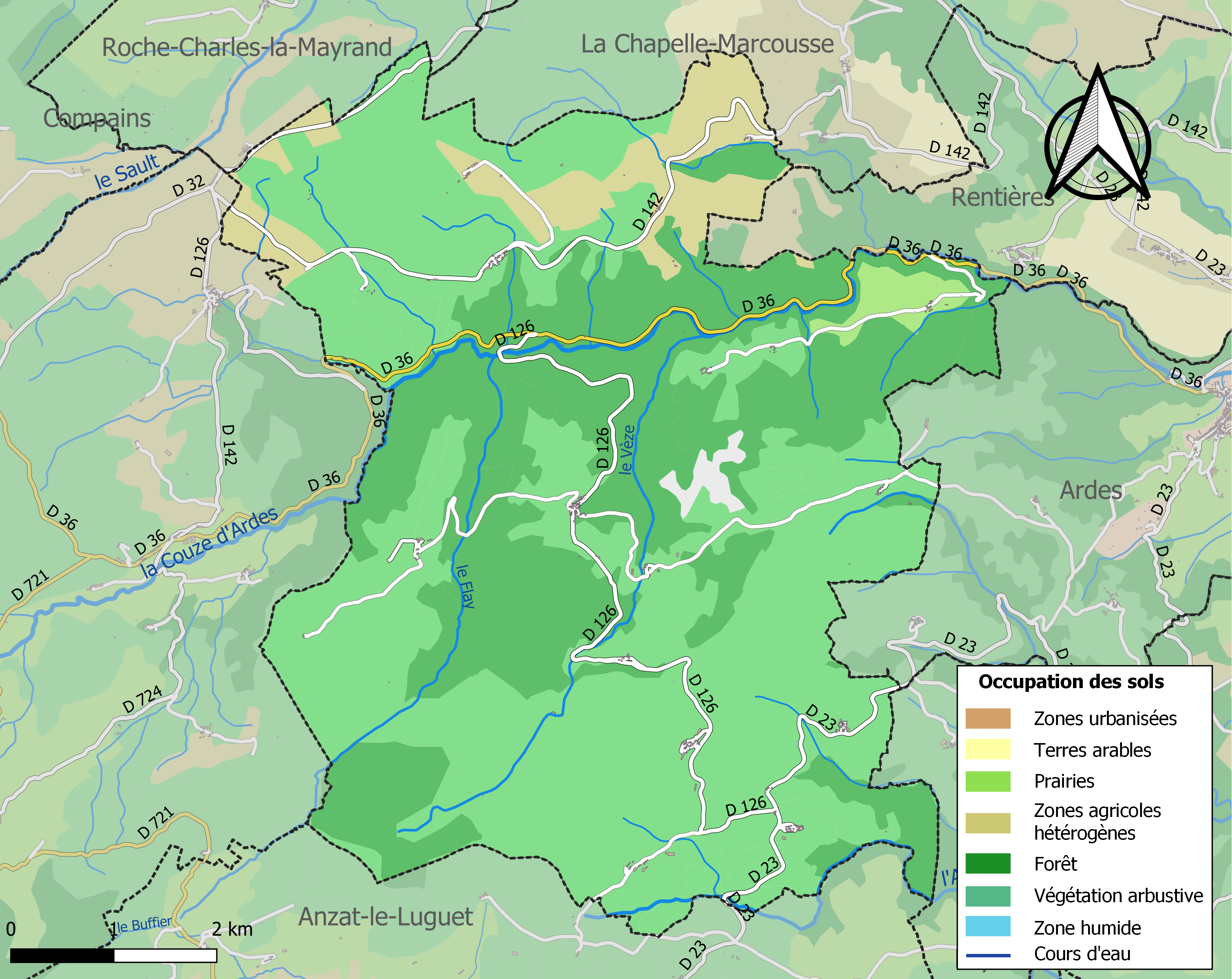
Carte des infrastructures et de l'occupation des sols de la commune en 2018 (CLC).

## Toponymie
D'après Albert Dauzat et Charles Rostaing, ce toponyme provient du latin maceria: mur de clôture en pierres sèches.
En occitan auvergnat, la commune porte le nom de Masoira.
L'origine est la même que pour les divers Mézières.

## Histoire
Depuis au moins le XVe siècle et jusqu'à 1789, la cure était à la dénomination du prieur de Lavoûte-sur-Loire en 1789. À plusieurs reprises les habitants de Mazoires refusèrent de payer les dîmes à ce prieuré. Un document des archives de l'église de Brioude relate le premier contentieux de ce genre entre les deux parties en 1418. Cette année-là, le contentieux porte sur les dîmes à grain et à laine. La sanction fut immédiate : ils furent tous excommuniés par les moines de l'official de Saint-Flour mais ils choisirent Béraud Dauphin comme médiateur, celui-ci favorisa les habitants en les exonérant d'arrérage à condition qu'ils payent les dîmes. Malgré tout, ce refus de payer ces taxes se répéta plusieurs fois au cours des siècles à Mazoires. En 1760, Louis-François de Bourbon-Conti, grâce à son titre de duc de Mercœur, possédait le fief de Mazoires.

### Sainte Florine

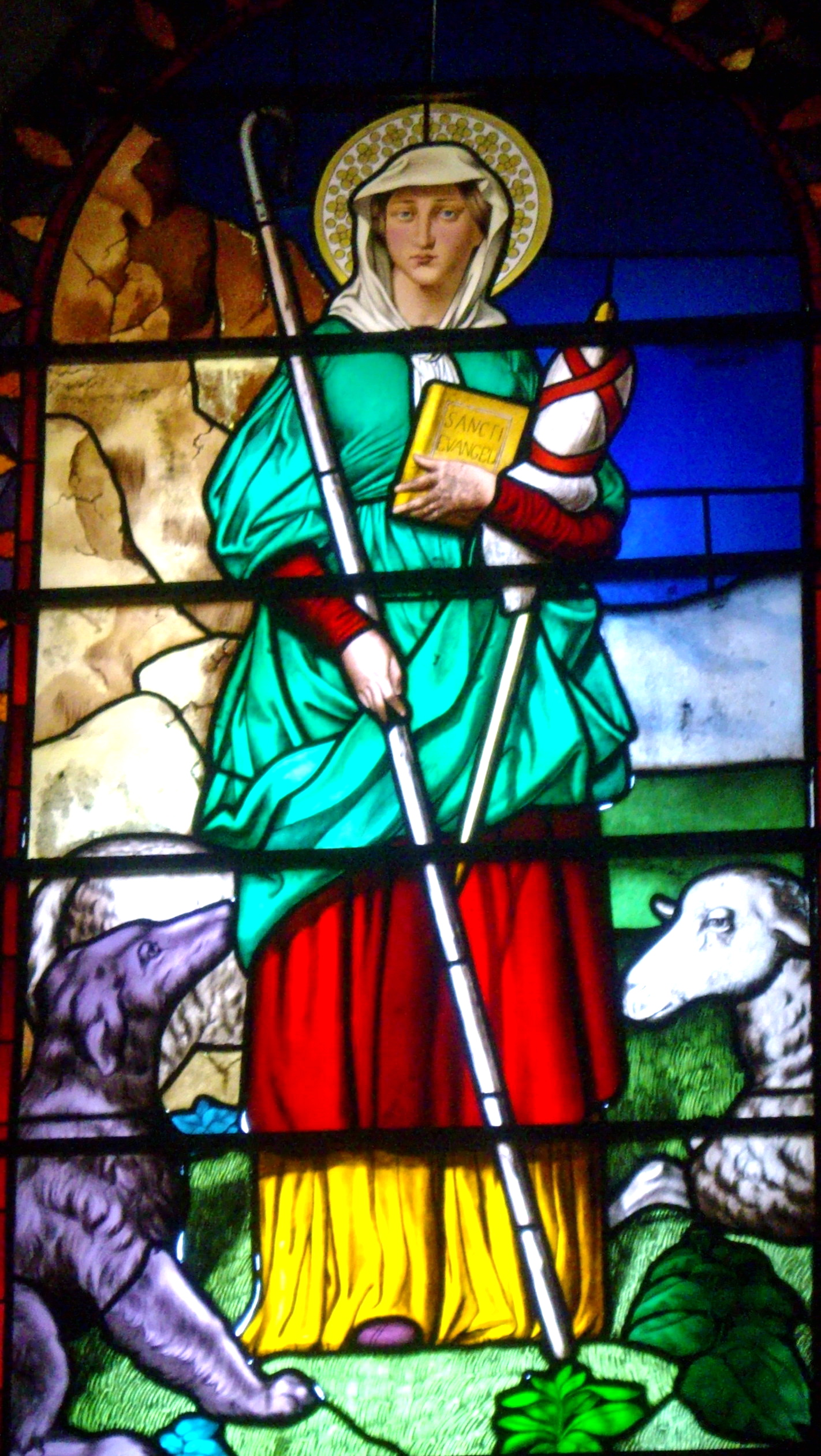
Vitrail de l'église de Mazoires représentant sainte Florine.

Comme dans toute hagiographie, les versions divergent mais toutes décrivent l'histoire d'un jeune bergère pieuse et vierge, originaire de Mazoires - peut-être du hameau de  Strigoux (Strougoux), - vivant au IVe ou du VIe siècle (plus précisément sous Dioclétien selon Piganiol de La Force). Fille des montagnes, elle gardait les moutons, quand des agresseurs (seigneur local, Alamans ou Hongrois) voulurent l'emporter. Seule et sans défense, elle s'enfuit mais elle se trouva soudain au bord d'une imposante falaise bordant la Couze d'Ardes. Plutôt la mort que la souillure ! Elle pria Dieu et sauta du rocher pour échapper à son/ses poursuivant(s). D'un bond elle franchit la Couze et parvint miraculeusement sur l'autre rive. Finalement rejointe, elle fut décapitée. Selon une version proche, elle fut laissée en vie à la suite de ce miracle et vécut plusieurs années en Auvergne professant la foi entre Mazoires et la villa de Severac mais ses prêches déplaisant aux nombreux païens locaux, elle aurait été décapitée,.
Le culte de sainte Florine était associé à celui de sainte Flamine (fêtée le lendemain) dans l'église des Récollets de Montferrand. L'église de Mazoires possède en son sein les reliques de la sainte dans une châsse en bois doré.

## Politique et administration

### Administration municipale
| Période                                  | Période                    | Identité               | Étiquette | Qualité     |
| ---------------------------------------- | -------------------------- | ---------------------- | --------- | ----------- |
| Les données manquantes sont à compléter. |                            |                        |           |             |
| 1971                                     | 2001                       | Pierre SERRE           |           | Agriculteur |
| 2001                                     | 2008                       | Maurice Buffay         |           | Agriculteur |
| 2008                                     | 2020                       | Jean-François Gouezec, |           |             |
| 2020                                     | En cours (au 24 août 2020) | Frédéric Chabrillat    |           | Agriculteur |

### Intercommunalité
Mazoires a appartenu, jusqu'en 2016, à la communauté de communes Ardes Communauté. Celle-ci a fusionné avec sept autres communautés de communes autour d'Issoire pour constituer, depuis le 1er janvier 2017, la communauté d'agglomération Agglo Pays d'Issoire.

## Population et société

### Démographie
L'évolution du nombre d'habitants est connue à travers les recensements de la population effectués dans la commune depuis 1793. Pour les communes de moins de 10 000 habitants, une enquête de recensement portant sur toute la population est réalisée tous les cinq ans, les populations de référence des années intermédiaires étant quant à elles estimées par interpolation ou extrapolation. Pour la commune, le premier recensement exhaustif entrant dans le cadre du nouveau dispositif a été réalisé en 2004.

En 2022, la commune comptait 95 habitants, en évolution de −4,04 % par rapport à 2016 (Puy-de-Dôme : +2,1 %, France hors Mayotte : +2,11 %).
| 1793  | 1800  | 1806  | 1821  | 1831  | 1836  | 1841  | 1846  | 1851 |
| ----- | ----- | ----- | ----- | ----- | ----- | ----- | ----- | ---- |
| 1 189 | 1 274 | 1 311 | 1 310 | 1 235 | 1 235 | 1 037 | 1 080 | 971  |

| 1856 | 1861 | 1866 | 1872 | 1876 | 1881 | 1886 | 1891 | 1896 |
| ---- | ---- | ---- | ---- | ---- | ---- | ---- | ---- | ---- |
| 920  | 840  | 766  | 732  | 662  | 610  | 493  | 665  | 639  |

| 1901 | 1906 | 1911 | 1921 | 1926 | 1931 | 1936 | 1946 | 1954 |
| ---- | ---- | ---- | ---- | ---- | ---- | ---- | ---- | ---- |
| 605  | 602  | 550  | 434  | 435  | 402  | 379  | 301  | 335  |

| 1962 | 1968 | 1975 | 1982 | 1990 | 1999 | 2004 | 2006 | 2009 |
| ---- | ---- | ---- | ---- | ---- | ---- | ---- | ---- | ---- |
| 247  | 217  | 183  | 172  | 145  | 104  | 107  | 103  | 103  |

| 2014 | 2019 | 2022 | - | - | - | - | - | - |
| ---- | ---- | ---- | - | - | - | - | - | - |
| 98   | 96   | 95   | - | - | - | - | - | - |

## Culture locale et patrimoine

### Lieux et monuments
- Si vous ne connaissez pas le sujet, laissez ce bandeau (vous pouvez alors contacter les auteurs).
- Si vous supprimez le contenu mis en cause (vous pouvez préalablement contacter les auteurs),

argumentez précisément cette suppression dans la page de discussion
(un manque de référence n'est pas un argument ; une recherche réelle de référence doit avoir été effectuée, être formellement documentée).
- L'église Saint-Saturnin-Sainte-Florine : Piganiol de La Force en fait état en 1753 en ces termes « On y voit un rocher élevé de 40 à 50 toises [soit 72 à 90 mètres], les masures d'une vieille église et un cimetière avec un tombeau fort ancien. »[26]. Son clocher a été construit de 1826 à 1828. Il supporte trois cloches : l'une de 1845 ( Ø 620) et les deux autres de 1909 (Ø de 860 et 1025)[réf. nécessaire].

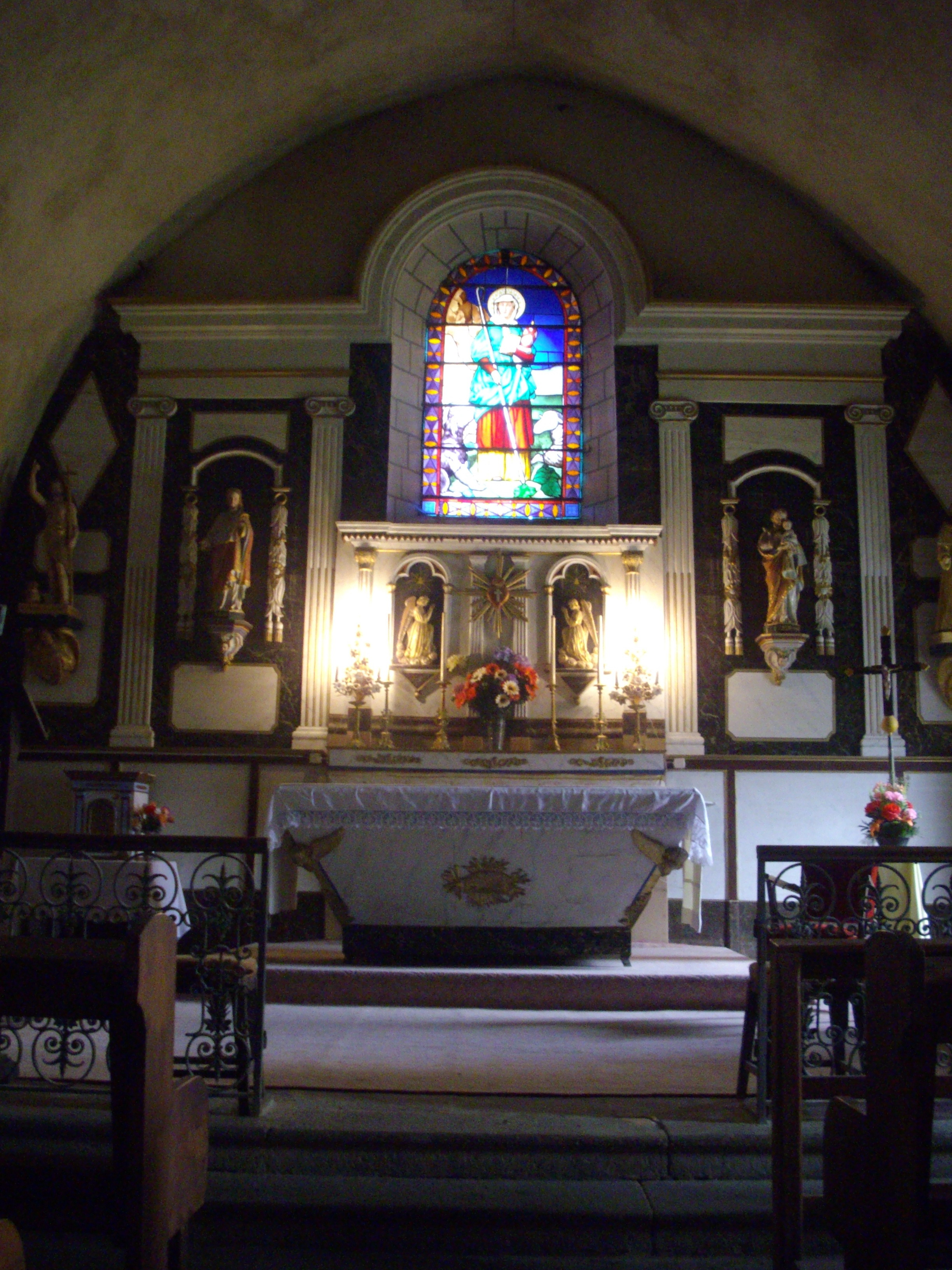
Abside de l'église de Mazoires.
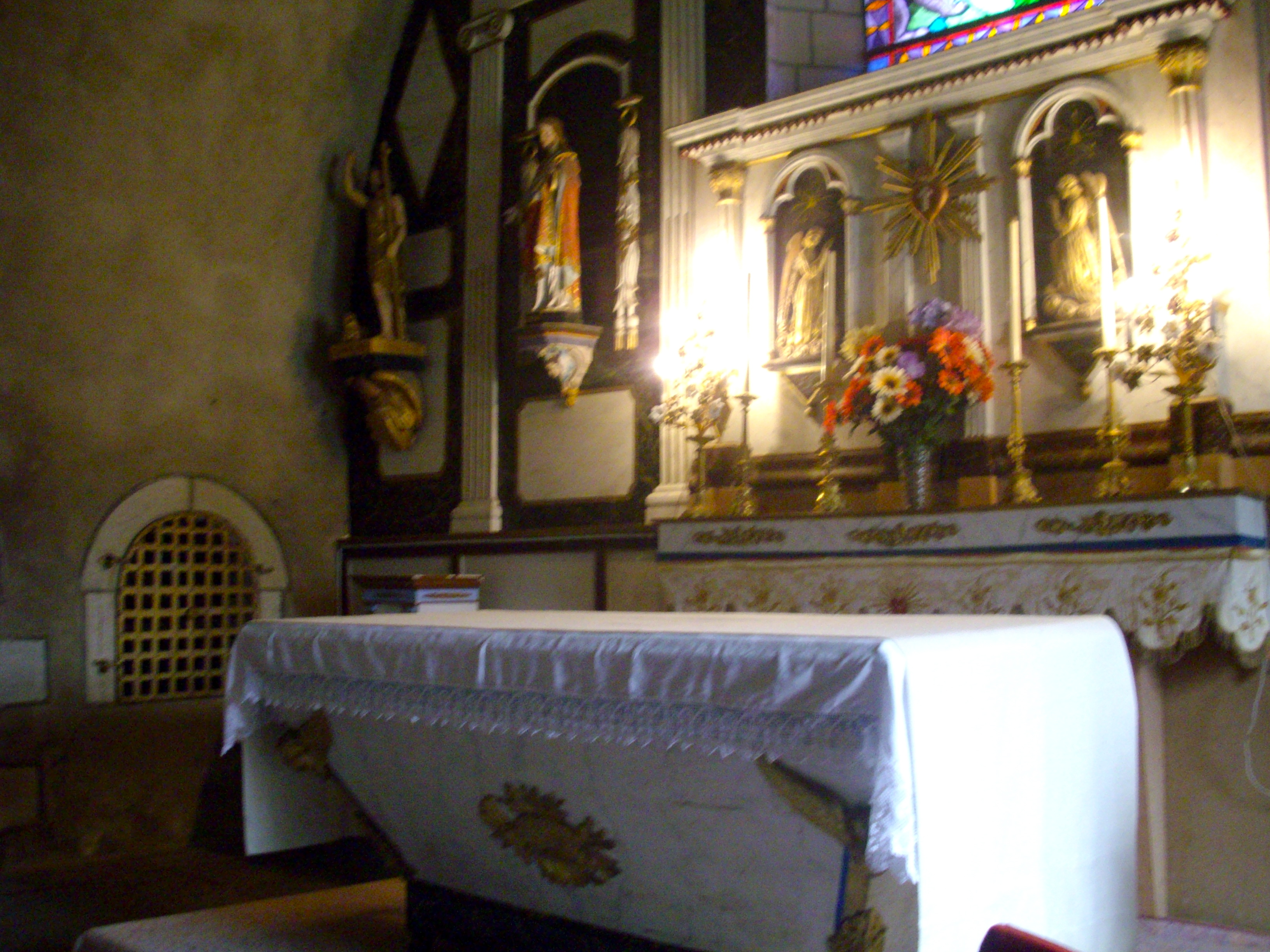
Autel tridentin de l'église.

- La chapelle Sainte-Pezade : Sur la rive sud de la Couze d'Ardes, une cupule, en forme de pied humain, a accrédité l'idée d'un souvenir du prodige de sainte Florine. La chapelle s’élèverait sur le lieu même où elle aurait franchi la Couze d'Ardes laissant « l'empreinte de son pied » sur la roche (pezade signifiant « pas » en occitan) ; il pourrait s'agir de la christianisation d'un lieu de culte païen[réf. nécessaire].
- Le château de Vèze, situé au lieu-dit Vèze, est une maison fortifiée du XIIe siècle citée à partir de 1304. Il se présente comme une belle ruine composée d'un bâtiment principal, d'un donjon carré, avec poivrières d'angle, chemin de ronde et dépendances. En 1304, le château appartient à Guillaume de Vèze. Vers 1561, c'est Antoine de Besse qui est seigneur de Vèze. En 1667, Antoine de Gouzel est sieur de Vèze. En 1674, François de Bouchut, écuyer, sieur d'Apcher, habite le château de Vèze. En 1769, la terre de Vèze est vendue à Joseph Guillaume Peydière, marchand d'Ardes, qui se fait appeler Peydière de Vèze[27][source insuffisante].

### Sites naturels
- La réserve naturelle nationale du rocher de la Jaquette.
- Le puy de Mazoires, également nommé Domarège[28], est un volcan strombolien édifié il y a 140 000 ans, présentant un cratère égueulé orienté au nord. Depuis Mazoires, son ascension est possible sur le flanc est.

### Personnalité liée à la commune
- Le photographe Henri Cartier-Bresson (1908-2004) a une partie de ses origines à Mazoires, au hameau du Fayet. En effet les Bresson étaient, avant la Révolution française, d'humbles cultivateurs dans ce pays d'Auvergne. C'est Antoine Bresson qui quitta l'Auvergne vers 1791 et vint colporter à Paris du fil de mercerie et des aiguilles. Son fils aîné, Claude fonda en 1825, rue Saint-Denis une maison de cotons, à la marque « CB à la croix », ancêtre de la « Société française des fils à coudre » créée à Paris vers 1880, boulevard de Sébastopol, par ses petits-enfants : Henri, Charles et Jean Cartier-Bresson. L'aîné de ces trois frères est le grand-père du photographe, qui porte le même prénom.

### Héraldique
| Blason de Mazoires | Blason  | Tiercé en pairle renversé : au 1er de sinople à sainte Florine de carnation, chevelée de sable, vêtue d'or et tenant dans sa main senestre une quenouille (ou houlette) du même, au 2e d'azur à une tour d'argent maçonnée de sable, au 3e d'or à un gonfanon de gueules frangé et bouclé de sinople. |
| Blason de Mazoires | Détails | Sainte Florine, bergère du Cézallier, est enterrée et vénérée à Mazoires. La tour représente le château de Vèze et le gonfanon est pour l'Auvergne. Adopté le 19 novembre 2018. |